# IBM BladeCenter
IBM BladeCenter — аппаратная платформа (корзина) для установки блейд-серверов производства компании IBM.

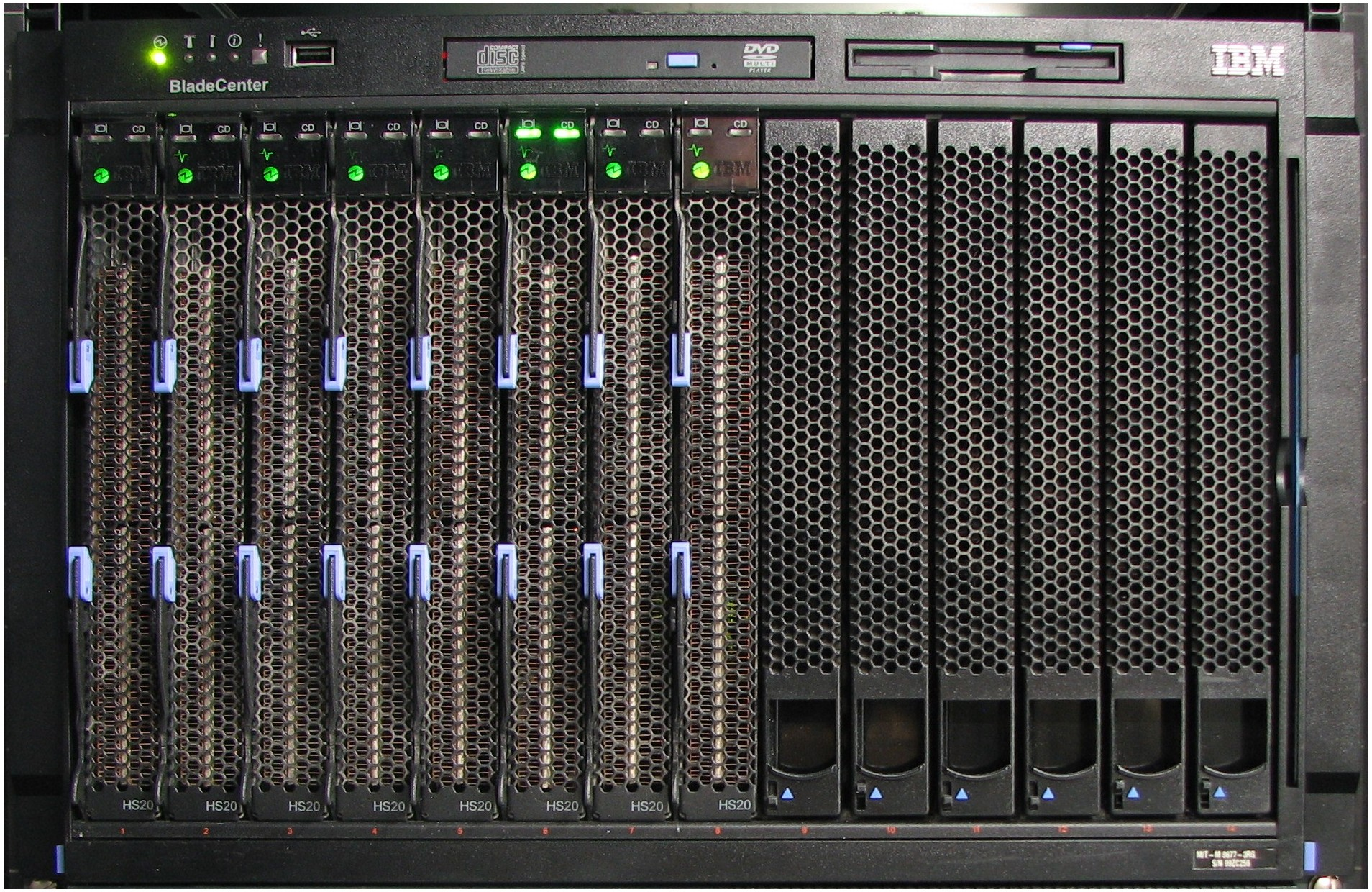
Лицевая сторона BladeCenter E с восемью блейд-серверами (HS20), 6 слотов свободны (закрыты фальш-панелями)

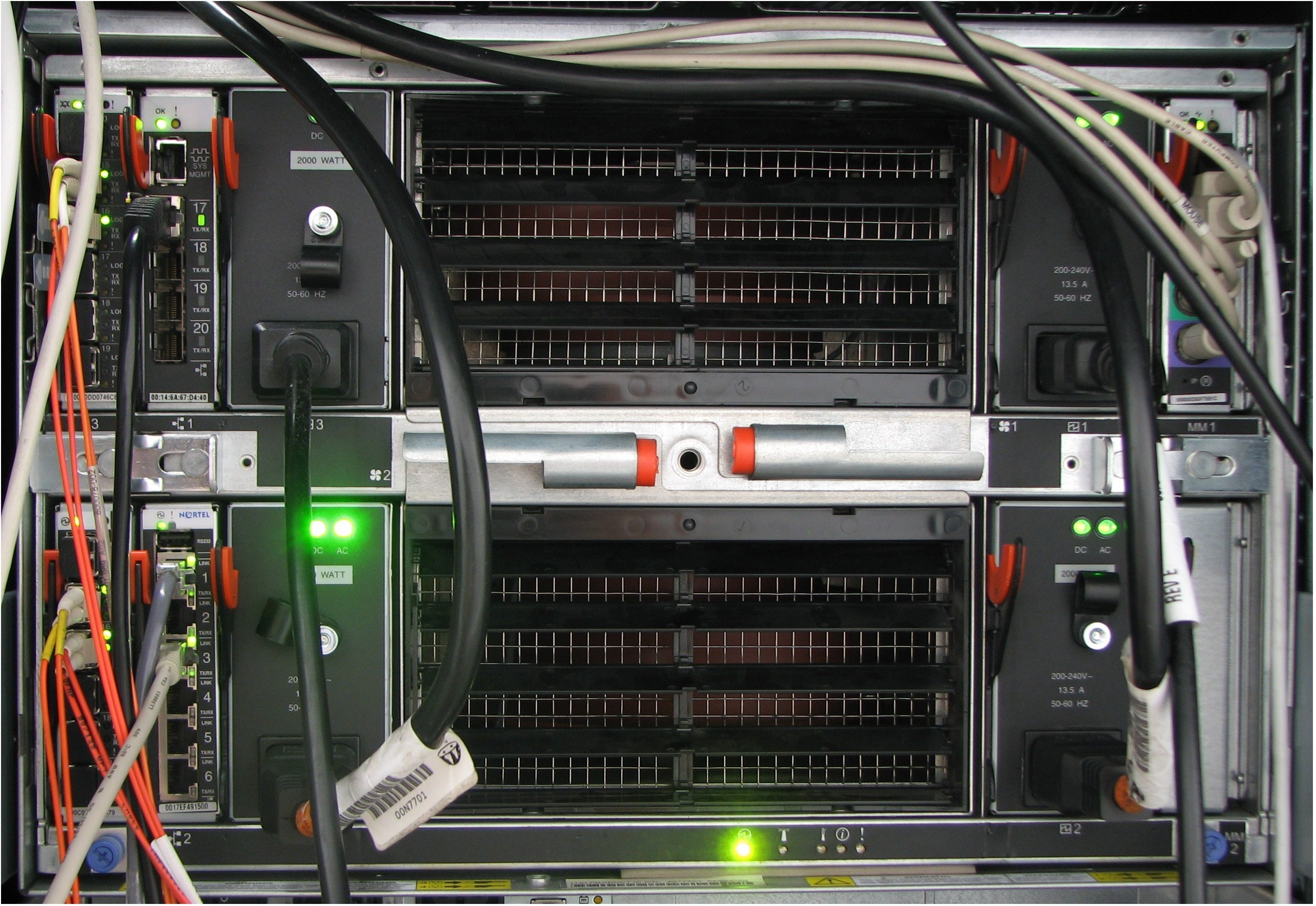
BladeCenter E сзади, слева — два коммутатора Fibre Channel и два коммутатора Ethernet, справа модуль управления с консольными кабелями

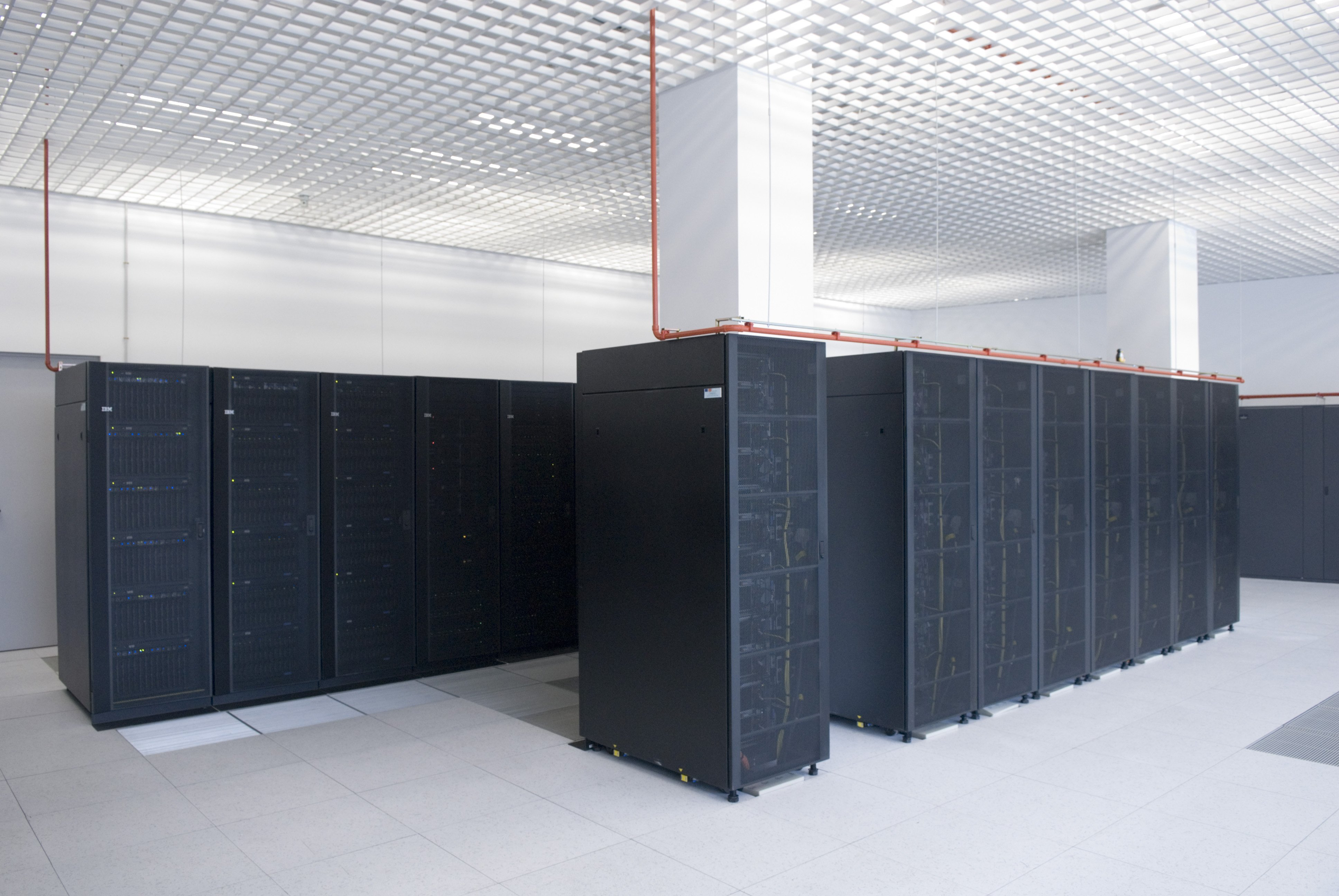
Суперкомпьютер Magerit, 86 корзин BladeCenter E — по 6 корзин на шкаф

## История
Первоначально представленная в 2002 году и основанная на разработках, начатых в 1999 году, архитектура IBM BladeCenter относительно поздно появилась на рынке блейд-серверов. Но в отличие от предыдущих предложений, она поддерживала полный спектр серверных процессоров Intel x86 и разнообразные высокопроизводительные средства ввода-вывода. В феврале 2006 года IBM представила BladeCenter H с возможностями подключения к 10-гигабитному Ethernet и InfiniBand.
Платформа базируется на открытой архитектуре Blade Open Specification, что позволяет независимым производителям разрабатывать и строить совместимые блейд-системы, коммутаторы для сетей и систем хранения данных, дочерние блейд-карты.

## Варианты

### BladeCenter E
BladeCenter E — версия платформы 2002 года выпуска, выполнена в конструктиве высотой 7 монтажных единиц с 14 слотами для блейд-серверов.
В каждой платформе устанавливаются два резервируемых вентилятора и два блока питания (с возможностью наращивания до четырёх), мощность блоков питания от выпуска к выпуску постоянно повышалась, с первоначальных 1200 Вт её поднимали до 1400 Вт, 1800 Вт, 2000 Вт, в блоках питания 2012 года выпуска — 2320 Вт. Также в каждой корзине расположен отсек накопителей с оптическим дисководом, флоппи-дисководом и портом USB 1.1, доступ к которым обеспечивается для каждого из блейд-серверов.
В платформу предустанавливается один модуль внеполосного управления (англ. out-of-band management) (IBM Remote Supervisor Adapter), есть возможность наращивания до двух модулей.
Два слота корзины выделено для Ethernet-коммутаторов (также поддерживается транзитный канал с оптическим или медным кабелем), два слота для опциональных модулей коммутации или транзитных каналов, которые могут поддерживать дополнительные функции Ethernet, Fibre Channel, InfiniBand или Myrinet 2000.

### BladeCenter T
BladeCenter T — версия серии E, специализированная для предприятий электросвязи с питанием от сети переменного или постоянного (48 В) тока. Имеет 8 блейд-отсеков в конструктиве высотой 8 монтажных единиц, но поддерживает те же коммутаторы и блейд-модули, что и обычный BladeCenter Е. Для совместимости со стандартами NEBS в поставку включаются специальные блейд-модули.

### BladeCenter H
BladeCenter H — платформа, выпускаемая с 2006 года BladeCenter с поддержкой коммутации на основе Fibre Channel. Имеет высоту 9 монтажных единиц, содержит 14 блейд-модулей. Сохранена обратная совместимость со старыми коммутаторами и серверами BladeCenter.

### BladeCenter НT
BladeCenter T — версия серии H специально для предприятий электросвязи для работы в сети переменного или постоянного тока 48 В. Имеет 12 блейд-слотов в конструктиве высотой 12 единиц, но поддерживает те же коммутаторы и блейд-модули, что и обычный BladeCenter H. Для обеспечения совместимости NEBS оснащаются специальными модулями.

### BladeCenter S
Серия, нацеленная на малые и средние предприятия, с предустановленной систему хранения данных внутри шасси и с возможностью работы в бытовых электросетях переменного тока с на напряжением 110 В, то есть может использоваться вне центра обработки данных.
Выпускается в конструктиве высотой 7 монтажных единиц, содержит 6 блейд-слотов и до 12 3,5-дюймовых дисков SAS или SATA с возможностью горячей замены и поддержкой RAID 0, 1 и 1E (поддержка RAID 5 и SAN достигается с помощью двух контроллеров RAID SAS).

## Модули для BladeCenter

### Блейд-серверы

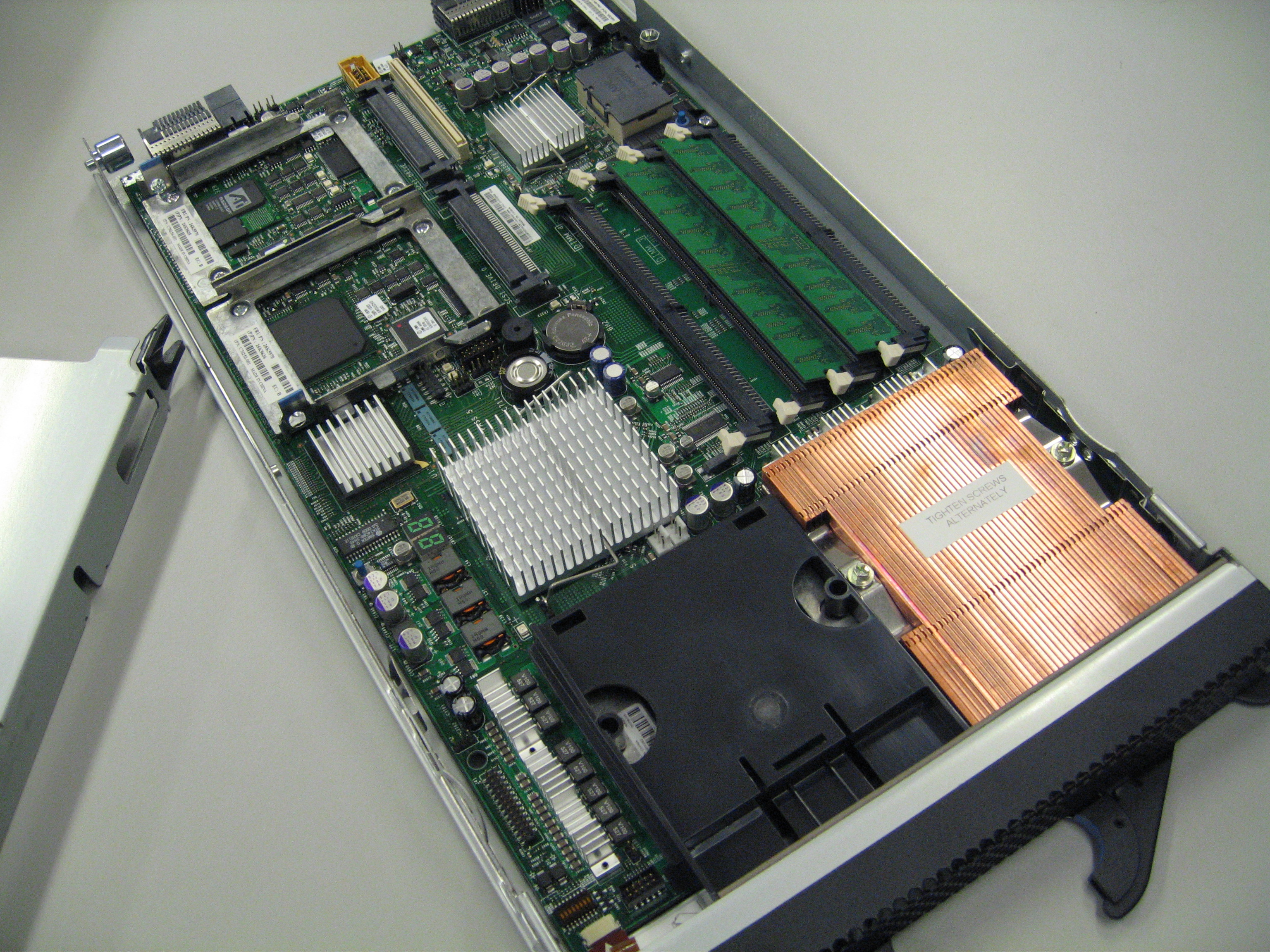
Блейд-сервер IBM HS20 без верхней крышки

IBM выпускает блейд-серверы для установки в BladeCenter, на базе процессоров Intel Xeon выпускаются машины серий HS (односокетные), HX (двух- и четырёхсокетные), на базе процессоров IBM Power 7 — блейд-серверы серии PS (до 32 ядер на узел).
В середине — конце 2000-х годов выпускались модули на базе процессоров Opteron фирмы AMD (LS-серия, от одного до четырёх сокетов), под артикулами начинавшимся с букв JS выходила серия блейд-серверов на базе процессоров Power 6. Также IBM выпускала серию блейд-модулей QS с процессорами Cell.
Компания Themis выпускала блейд-серверы с процессором UltraSPARC T2, совместимые с BladeCenter.

### Управление сетью
В BladeCenter может быть установлен модуль управления сетью PN41 на базе сетевого процессора Intel IXP2805, разработанный IBM совместно с компанией CloudShield. Модуль поддерживает контроль рабочей нагрузки средствами DPI (пропускная способность с DPI — до 20 Гбит/с на блейд-сервер) и программируется пользователем в среде разработки Eclipse, в него устанавливается до восьми контроллеров Ethernet (4 гигабитных, 4 десятигигабитных).

### Roadrunner TriBlade

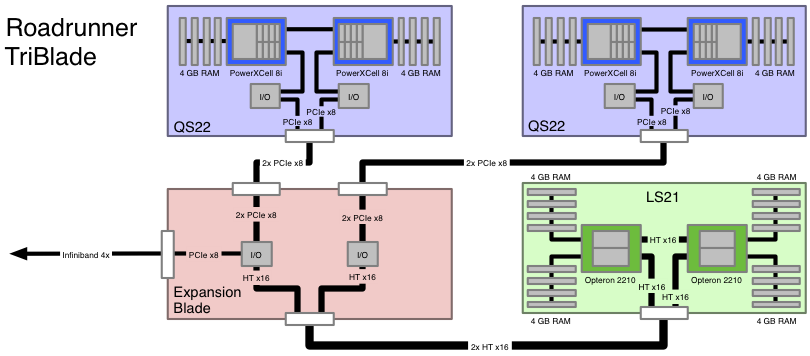
Схема модуля TriBlade

Специально для суперкомпьютеров IBM Roadrunner выпускался четырёхслотовый модуль TriBlade, в одном отсеке которого устанавливалась Opteron-машина серии LS, в двух отсеках — два расширения QS на процессорах Cell, четвёртый отсек занимал коммутатор Infiniband 4X. Три модуля TriBlade устанавливались в одну корзину BladeCenter H.

### Модули коммутаторов
BladeCenter поддерживает в общей сложности четыре модуля коммутаторов, но с коммутаторами Ethernet или транзитным каналом Ethernet могут использоваться только два.
Чтобы иметь возможность использовать другие отсеки модулей коммутатора, в каждый блейд-сервер необходимо установить дочернюю плату, которая будет выполнять требуемую функцию SAN, Ethernet, InfiniBand или Myrinet. Смешение дочерних плат разного типа в одном и том же корпусе BladeCenter не поддерживается.
Коммутаторы Ethernet для BladeCenter выпускаются IBM, Nortel, BNT (дочерняя компания Nortel) и Cisco, число внешних портов в них варьируется от четырёх до шести. Существуют модели, поддерживающие 10-гигабитный Ethernet.
Модули коммутаторов SAN с оптико-волоконным подключением производятся компаниями QLogic, Cisco и Brocade, в зависимости от модели поддерживаются скорости передачи данных Fibre Channel 1, 2, 4 и 8 Гбит/с, число внешних портов варьируется от двух до шести.
Модуль коммутатора InfiniBand производится компанией Cisco. Скорость передачи данных от дочерней платы InfiniBand блейд-сервера до коммутатора ограничена величиной IB 1X (2,5 Гбит/с). С внешней стороны коммутатора имеется один порт IB 4X и один порт IB 12X. Порт IB 12X можно разделить на три порта IB 4X, что даёт в общей сложности четыре порта IB 4X при полной теоретической пропускной способности внешних соединений 40 Гбит/с.
Также в BladeCenter H и BladeCenter HT могут быть установлены мостовые модули, они функционируют как коммутаторы Ethernet или SAN и передают трафик в InfiniBand. Мост позволяет пробросить Ethernet- или SAN-соединения через тракт InfiniBand.
Существуют модули для транзитной коммутации по Ethernet, Fibre Channel и InfiniBand, позволяющие напрямую соединять блейд-серверы с внешними коммутаторами.